# إيفلين ستيفنز
إيفلين ستيفنز (بالإنجليزية: Evelyn Stevens)‏ مواليد 9 مايو 1983 في كلاريمونت، هي دراجة أمريكية في صنف سباق الدراجات على الطريق. شاركت في دورة الألعاب الأولمبية الصيفية.

## الميداليات
| الميدالية | المسابقة                                    |
| --------- | ------------------------------------------- |
| فضية      | بطولة العالم لسباق الدراجات على الطريق 2012 |
| ذهبية     | بطولة العالم لسباق الدراجات على الطريق 2012 |

## سباقات أو مراحل فازت بها
| التاريخ        | السباق                                                       | المركز                  |
| -------------- | ------------------------------------------------------------ | ----------------------- |
| 31 يوليو 2009  | سباق الطريق ضد الساعة للسيدات في بطولة الولايات المتحدة 2009 |                         |
| 14 أغسطس 2009  | 2009 La Route de France                                      | الثاني في التصنيف العام |
| 01 يناير 2010  | 2010 Nature Valley Grand Prix Women                          |                         |
| 21 أبريل 2010  | فليش والون للسيدات 2010                                      | الخامس في التصنيف العام |
| 02 مايو 2010   | 2010 Grand Prix Mameranus                                    |                         |
| 12 يونيو 2010  | Chrono Gatineau Woman 2010                                   | الفائز في التصنيف العام |
| 24 يونيو 2010  | سباق الطريق ضد الساعة للسيدات في بطولة الولايات المتحدة 2010 | الفائز في التصنيف العام |
| 11 يوليو 2010  | طواف إيطاليا للسيدات 2010                                    | الرابع في تصنيف الجبال  |
| 21 أغسطس 2010  | Grand Prix de Plouay féminin 2010                            | الخامس في التصنيف العام |
| 03 أبريل 2011  | Redlands Bicycle Classic (women) 2011                        |                         |
| 23 يونيو 2011  | سباق الطريق ضد الساعة للسيدات في بطولة الولايات المتحدة 2011 | الفائز في التصنيف العام |
| 01 يناير 2012  | 2012 Gracia-Orlová                                           | الفائز في التصنيف العام |
| 26 فبراير 2012 | Women's Tour of New Zealand 2012                             | الفائز في التصنيف العام |
| 18 أبريل 2012  | فليش والون للسيدات 2012                                      | الفائز في التصنيف العام |
| 28 مايو 2012   | Exergy Tour 2012                                             | الفائز في التصنيف العام |
| 21 يونيو 2012  | سباق الطريق ضد الساعة للسيدات في بطولة الولايات المتحدة 2012 |                         |
| 12 أغسطس 2012  | 2012 La Route de France                                      | الفائز في التصنيف العام |
| 09 سبتمبر 2012 | بويز ليديز تور 2012                                          |                         |
| 18 سبتمبر 2012 | سباق الزمن للسيدات في بطولة العالم 2012                      |                         |
| 01 يناير 2013  | 2013 Gracia-Orlová                                           |                         |
| 02 يونيو 2013  | دراجات فيلادلفيا الكلاسيكية 2013                             | الفائز في التصنيف العام |
| 04 يونيو 2013  | 2013 Durango-Durango Emakumeen Saria                         |                         |
| 09 يونيو 2013  | طواف الباسك للسيدات 2013                                     |                         |
| 16 يونيو 2013  | 2013 Giro del Trentino-Alto Adige-Südtirol                   | الفائز في التصنيف العام |
| 24 مايو 2014   | سباق الطريق ضد الساعة للسيدات في بطولة الولايات المتحدة 2014 |                         |
| 26 مايو 2014   | سباق الطريق للسيدات في بطولة الولايات المتحدة 2014           |                         |
| 01 يونيو 2014  | دراجات فيلادلفيا الكلاسيكية 2014                             | الفائز في التصنيف العام |
| 20 يوليو 2014  | سباق تورينجيا للسيدات 2014                                   | الفائز في التصنيف العام |
| 07 سبتمبر 2014 | بويز ليديز تور 2014                                          | الفائز في التصنيف العام |
| 23 سبتمبر 2014 | سباق الزمن للسيدات في بطولة العالم 2014                      |                         |
| 22 فبراير 2015 | Women's Tour of New Zealand 2015                             |                         |
| 16 أغسطس 2015  | طواف النرويج للسيدات 2015                                    | الأول في تصنيف الجبال   |

## روابط خارجية
- إيفلين ستيفنز على موقع الاتحاد الدولي للدراجات (الإنجليزية)
- إيفلين ستيفنز على موقع أرشيف الدراجات (الإنجليزية)
- إيفلين ستيفنز على موقع إحصائيات الدراجات الإحترافية (الإنجليزية)
- إيفلين ستيفنز على موقع نسبة الدراجات (الإنجليزية)
- إيفلين ستيفنز على موقع CycleBase (الإنجليزية)
- إيفلين ستيفنز على موقع اللجنة الأولمبية الدولية (الإنجليزية)
- إيفلين ستيفنز على موقع أوليمبيديا (الإنجليزية)